# Брандт Федір Федорович
Брандт Федір Федорович, Брандт Йоганн Фрідріх (нім. Johann Friedrich von Brandt; 25 травня 1802 — 15 липня 1879) — німецький зоолог, академік Петербурзької АН (з 1832), організатор (на основі Кунсткамери) і перший директор її зоологічного музею.

## Біографія
Народився у місті Ютербоґ (Jüterbog) в Саксонії. Закінчив Берлінський університет. З 1831 року до кінця життя працював у Росії. Упродовж 1857—69 років — професор Медико-хірургічної академії. Численні праці Брандта присвячені питанням систематики, палеонтології зоології та зоогеографії ссавців; склав підручники з медичної зоології (разом з Ратцебургом, 1829—33) і порівняльної анатомії (1858), зібрав великі зоологічні колекції. Ряд робіт Брандта присвячено описові викопних ссавців і птахів (страуса), знайдених в Україні.

## Описані вченим види
- Acipenser baerii Brandt, 1869
- Acipenser guldenstadti Brandt, 1833
- Acipenser schrenckii Brandt, 1869
- Holothuria leucospilota Brandt, 1835
- Idotea ochotensis Brandt, 1851
- Paraechinus hypomelas Brandt, 1836
- Phalacrocorax penicillatus Brandt, 1837
- Somateria fischeri Brandt, 1847
- Stichopus chloronotus Brandt, 1835
- Trionyx maackii Brandt, 1858

## Названі на честь вченого види
- Lasiopodomys brandtii
- Mesocricetus brandti
- Myotis brandtii